# АЭС Хосе Кабрера
АЭС Хосе Кабрера (исп. Central nuclear José Cabrera) — закрытая атомная электростанция в центральной части Испании. 
АЭС расположена на берегу реки Тахо в муниципалитете Альмонасид-де-Сорита провинции Гвадалахара в 80 км на восток от Мадрида. В 45 км на север от станции находится действующая АЭС Трильо.
АЭС Хосе Кабрера (Сорита) – первая АЭС Испании. Строительство станции началось в 1964 году, а 13 августа 1969 года она дала первый ток в сеть. Всего на АЭС Хосе Кабрера был построен и запущен один реактор типа PWR компании Westinghouse мощностью 160 МВт, проработавший вплоть до закрытия 30 апреля 2006 года. 

## Инциденты
В конце 2003 года на единственном реакторе АЭС Хосе Кабрера (Сорита) были обнаружены серьезные неполадки. В частности система подачи воды в реактор не обеспечивала должного давления, соответственно поступавший объем воды не был достаточен для охлаждения реактора. Еще одной проблемой стал болт, который рабочие уронили в реактор при выгрузке топливных элементов. Несмотря на остановку реактора и извлечение всего топлива – болт обнаружить так и не удалось. Последствия этого, по мнению ученых, предугадать было невозможно.
Тем не менее, в январе 2004 года, после месяца ремонтных работ реактор снова был запущен по решению Совета по ядерной энергии Испании, несмотря на протесты местных жителей, а также экологических организаций, в частности ГРИНПИС.

## Информация об энергоблоках
| Энергоблок     | Тип реакторов   | Мощность | Мощность | Начало строительства | Физпуск    | Подключение к сети | Ввод в эксплуатацию | Закрытие   |
| Энергоблок     | Тип реакторов   | Чистый   | Брутто   | Начало строительства | Физпуск    | Подключение к сети | Ввод в эксплуатацию | Закрытие   |
| -------------- | --------------- | -------- | -------- | -------------------- | ---------- | ------------------ | ------------------- | ---------- |
| Хосе Кабрера-1 | PWR, W (1-loop) | 141 МВт  | 150 МВт  | 24.06.1964           | 30.06.1968 | 14.07.1968         | 13.08.1969          | 30.04.2006 |